# Paul Waibel
Paul Friedrich Waibel (* 24. September 1902 in Dornbirn; † 12. September 1994) war ein österreichischer nationalsozialistischer Politiker und Rechtsanwalt. Waibel war vom Anschluss an das Deutsche Reich im Jahr 1938 bis zum Jahr 1940 Bürgermeister der Stadt Dornbirn.

## Leben und Wirken
Paul Waibel wurde am 24. September 1902 als jüngstes von 14 Kindern des Flaschnermeisters Maximilian Waibel und dessen Frau Juliana (geb. Schweiger) in der Vorarlberger Stadt Dornbirn im Rheintal geboren. Er besuchte das Realgymnasium Dornbirn, wo er auch maturierte. Während seiner Gymnasialzeit in Dornbirn wurde er Mitglied der Jungburschenschaft Germania Dornbirn und der Pennalverbindung deutschvölkischer Studenten Alemannia. Er absolvierte eine Ausbildung zum Diplom-Kaufmann.
An den Universitäten in Köln und Graz studierte Waibel schließlich Staats- und Rechtswissenschaften. Während seines Studiums wurde er 1922 Mitglied der Burschenschaft Germania Köln und 1924 der Burschenschaft Cheruskia Graz. Im Wintersemester 1926/27 wurde er in Graz zum Dr. iur. promoviert. Im Jahr 1930 legte Paul Waibel die Rechtsanwaltsprüfung ab und wurde als Rechtsanwalt zugelassen, 1933 eröffnete er eine eigene Kanzlei in Dornbirn. Am 8. April 1929 heiratete er Hildegard Rhomberg, mit der er in den Jahren 1930, 1932 und 1939 drei gemeinsame Kinder bekam.
Waibel trat im März 1938 der SS (SS-Nummer 309.488) und zum 18. desselben Monats der NSDAP bei (Mitgliedsnummer 1.459.400). Nachdem die Nationalsozialisten im März 1938 die Macht in Österreich übernahmen, wurde der bisherige Dornbirner Bürgermeister Ludwig Rinderer abgesetzt und Paul Waibel zum kommissarischen Bürgermeister bestellt. Offiziell vereidigt wurden Waibel und die drei Beigeordneten sowie die 20 Ratsherren der NS-Stadtverwaltung am 28. März 1939. Paul Waibel war als Bürgermeister im nationalsozialistischen System oberste Vollzugsgewalt in der Stadt. Die Beigeordneten und Ratsherren übten lediglich beratende Tätigkeit aus.
In weiterer Folge überwarf sich Paul Waibel aber mit den Plänen von NSDAP-Gauleiter Franz Hofer, der Vorarlberg als eigenständiges Bundesland auflösen und einen gemeinsamen Reichsgau Tirol-Vorarlberg schaffen wollte. Bis dahin hatten Waibel und Teile der Vorarlberger NSDAP-Spitze, unter ihnen auch Landeshauptmann Anton Plankensteiner, gehofft, Vorarlberg könne ein eigenständiger Gau mit Dornbirn als Gauhauptstadt werden. Hofer stellte Waibel in Aussicht, dass dieser Bürgermeister von Innsbruck werden könnte, wenn er den Widerstand gegen die Zusammenlegungspläne aufgäbe. Nachdem Paul Waibel sich aber dazu weigerte, musste er das Dornbirner Bürgermeisteramt an Josef Dreher abgeben, wurde zur Wehrmacht eingezogen und an die Ostfront abkommandiert, wo er den Kriegseinsatz überlebte.
Nach dem Ende des Zweiten Weltkriegs und der Wiedererlangung der österreichischen Souveränität stellte Paul Waibel mehrere Ansuchen auf erneute Zulassung als Rechtsanwalt, die schließlich 1948 positiv beantwortet wurden. Ab diesem Zeitpunkt konnte Waibel wieder seiner ursprünglichen Tätigkeit als Rechtsanwalt nachgehen und tat dies bis zur Pensionierung im Jahr 1975.